# Парламентские выборы в Польше (2005)
Парламентские выборы в Польше состоялись 25 сентября 2005 года. На них были избраны 560 членов Национального собрания Республики Польша: 460 депутатов Сейма V созыва и 100 членов Сената VI созыва.

## Обстановка перед выборами
На выборах 2001 года победу одержали левые, в результате чего было сформировано коалиционное правительство Союза демократических левых сил и Унии труда, поддержанное Польской народной партией. Избирательная Акция Солидарность потерпела сокрушительное поражение и в скором времени распалась, а её члены создали новые политические силы: социал-консервативную партию «Право и справедливость» и праволиберальную «Гражданскую платформу».
После 2003 года совокупность множества факторов привел к падению популярности левого правительства. Недовольство высоким уровнем безработицы, сокращением государственных расходов (в особенности на здравоохранение, образование и социальную политику) усугубилось рядом коррупционных скандалов, самым известным из которых стала т.н. Афера Рывина. 
В мае 2004 года ушел в отставку глава правительства Лешек Миллер, его преемником был назначен Марек Белька. Опросы общественного мнения  на тот момент предполагали, что правящая коалиция SLD-UP потерпит поражение на следующих выборах. В условиях ожидаемого падения пост-ПОРП правые и правоцентристские партии конкурировали в основном друг с другом.

## Предвыборная кампания
В ходе предвыборной кампании политики Права и справедливости и Гражданской платформы неоднократно заявляли о готовности сформировать коалицию (т.н. POPiS). Во время одного из предвыборных съездов председатель PO Дональд Туск раскритиковал «Право и справедливость», назвав ряд серьёзных различий между Гражданской платформой и PiS, что удивило её лидера Ярослава Качиньского, заявившего:

«Слушая такие слова, у меня создается впечатление, что мы утратили определенное чувство культурной общности, которая связывала нас с Платформой».Оригинальный текст (пол.)Słuchając takich słów, mam wrażenie, że zatraciliśmy pewne poczucie wspólnoty kulturowej, która nas łączyła z Platformą
 Политики PiS также провели кампанию против партии Туска. К примеру, соратник Качиньского Яцек Курский заявлял, что дед Дональда Туска во время Второй мировой войны добровольно вступил в Вермахт, хотя впоследствии оказалось, что это не соответствует действительности. Принято считать, что именно предвыборная кампания 2005 года стала отправной точкой вражды Туска и братьев Качиньских и их партий между собой.
Самооборона Республики Польша проводила предвыборную кампанию, взяв на вооружение лозунг с прошлых выборов — «Они уже были, они уже правили» (пол. Oni już byli, oni już rządzili), тем самым критикуя все партии, выходящие из пост-Солидарности и пост-ПОРП.
Союз демократических левых сил после четырёх лет у власти потерял значительную часть сторонников, потому в ходе предвыборной кампании пытался создать новый образ. Новый глава партии Войцех Олейничак делал ставку на молодое поколение, а в ходе дебатов утверждал, что СДЛС это единственная левая сила, имеющая шанс попасть в новый созыв польского парламента.

## Избирательная система
Депутаты Сейма избирались по пропорциональной системе от 41 многомандатного округа. Места распределялись с использованием метода Д’Ондта с порогом в 5% для избирательных комитетов партий и 8% для коалиционных избирательных комитетов. На партии, представляющие интересы национальных меньшинств ограничения не распространялись.
Члены Сената избирались по системе относительного большинства от 40 многомандатных округов, в каждом округе могло быть избрано от двух до четырёх сенаторов.

## Результаты

### Сейм
|                             |                                              |            |        |               |              |  |  |
| Избирательный комитет       | Избирательный комитет                        | Голосов    | %      | Мест получено | +/–          |  |  |
|                             | Право и справедливость                       | 3 185 714  | 26,99  | 155           | ▲ 111        |  |  |
|                             | Гражданская платформа                        | 2 849 259  | 24,14  | 133           | ▲ 68         |  |  |
|                             | Самооборона Республики Польша                | 1 347 355  | 11,41  | 56            | ▲ 3          |  |  |
|                             | Союз демократических левых сил               | 1 335 257  | 11,31  | 55            | ▼ 161        |  |  |
|                             | Лига польских семей                          | 940 762    | 7,97   | 34            | ▼ 4          |  |  |
|                             | Польская народная партия                     | 821 656    | 6,96   | 25            | ▼ 17         |  |  |
|                             | Социал-демократия Республики Польша          | 459 380    | 3,89   | 0             | новая партия |  |  |
|                             | Демократическая партия — demokraci.pl        | 289 276    | 2,45   | 0             | новая партия |  |  |
|                             | Платформа Януша Корвин-Микке                 | 185 885    | 1,57   | 0             | новая партия |  |  |
|                             | Патриотическое движение                      | 124 038    | 1,05   | 0             | новая партия |  |  |
|                             | Польская партия труда — Август 80            | 91 266     | 0,77   | 0             | новая партия |  |  |
|                             | Избирательный комитет немецкого меньшинства  | 34 469     | 0,29   | 2             | ▬            |  |  |
|                             | Польская национальная партия                 | 34 127     | 0,29   | 0             | новая партия |  |  |
|                             | Родной дом                                   | 32 863     | 0,28   | 0             | новая партия |  |  |
|                             | Партия Центра                                | 21 893     | 0,19   | 0             | новая партия |  |  |
|                             | Всепольская гражданская коалиция             | 16 251     | 0,14   | 0             | новая партия |  |  |
|                             | Партийная инициатива Республики Польша       | 11 914     | 0,10   | 0             | новая партия |  |  |
|                             | Польская конфедерация — Достоинство и работа | 8353       | 0,07   | 0             | новая партия |  |  |
|                             | Национальное возрождение Польши              | 7376       | 0,06   | 0             | новая партия |  |  |
|                             | Немецкое меньшинство Силезии                 | 5581       | 0,05   | 0             | ▬            |  |  |
|                             | Партия труда                                 | 1019       | 0,01   | 0             | новая партия |  |  |
|                             | «Социальные спасатели»                       | 982        | 0,01   | 0             | новая партия |  |  |
| Всего                       | Всего                                        | 11 804 676 | 100,00 | 460           |              |  |  |
|                             |                                              |            |        |               |              |  |  |
| Действительных бюллетеней   | Действительных бюллетеней                    | 11 804 676 | 96,40  |               |              |  |  |
| Недействительных бюллетеней | Недействительных бюллетеней                  | 440 227    | 3,60   |               |              |  |  |
| Всего бюллетеней            | Всего бюллетеней                             | 12 244 903 | 100,00 |               |              |  |  |
| Явка избирателей            | Явка избирателей                             | 30 229 031 | 40,51  |               |              |  |  |

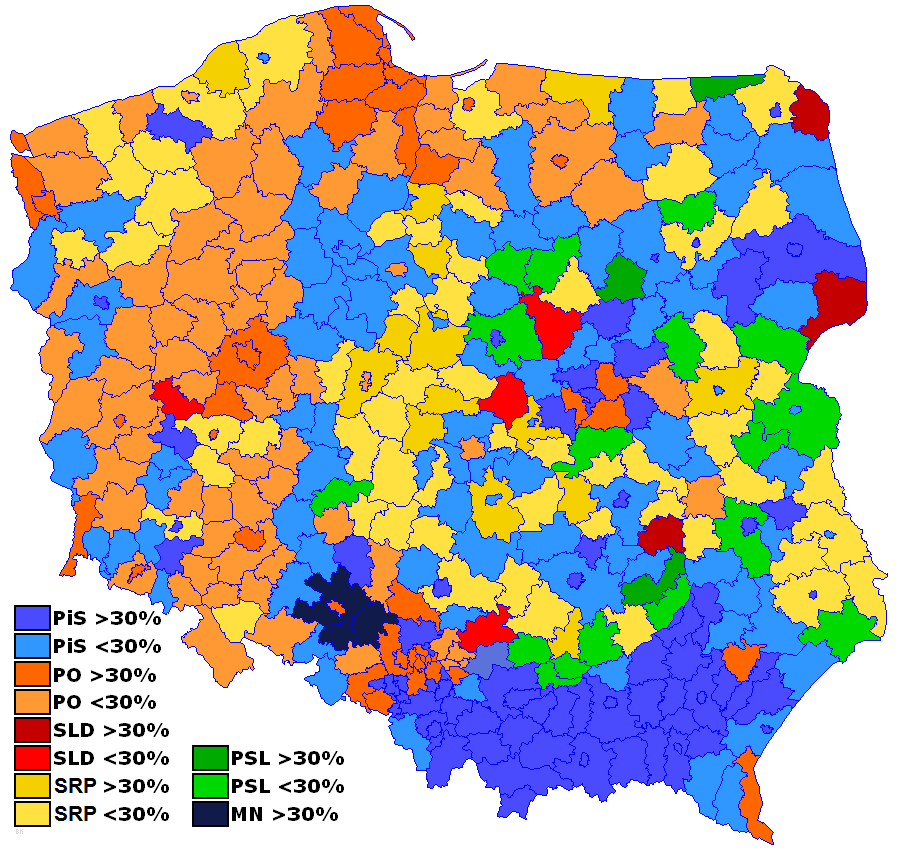
Результаты выборов в Сейм по повятам

В выборах в Сейм принимало участие 22 избирательных комитета или 10 661 кандидат, из которых 2613 женщин (25,51%) и 8848 мужчин (75,49%).
Голоса занявших первые места партий Право и справедливость и Гражданская платформа были распределены неравномерно: а основном они получали наивысшую поддержку в крупных городах, таких как Варшава, Краков, Гданьск, Щецин, Белосток и др., за исключением Лодзи. Эти партии также не получили большинства голосов в избирательных округах, расположенных в сельской местности, за исключением Жешува.
Результаты выборов 2005 года показывают серьезные различия между городскими избирателями с либеральными взглядами и сельскими, придерживающихся консервативных убеждений по социальным вопросам и левых позиций в экономике.

### Сенат
|                             |                                              |            |        |               |              |  |  |
| Избирательный комитет       | Избирательный комитет                        | Голосов    | %      | Мест получено | +/–          |  |  |
|                             | Право и справедливость                       | 5 020 704  | 20,80  | 49            | ▲ 49         |  |  |
|                             | Гражданская платформа                        | 4 090 497  | 16,94  | 34            | ▲ 32         |  |  |
|                             | Союз демократических левых сил               | 3 114 118  | 12,90  | 0             | ▼ 75         |  |  |
|                             | Лига польских семей                          | 2 990 092  | 12,39  | 7             | ▲ 5          |  |  |
|                             | Самооборона Республики Польша                | 2 016 858  | 8,35   | 3             | ▲ 1          |  |  |
|                             | Польская народная партия                     | 1 413 872  | 5,86   | 2             | ▼ 2          |  |  |
|                             | Демократическая партия — demokraci.pl        | 683 799    | 2,83   | 0             | новая партия |  |  |
|                             | Социал-демократия Республики Польша          | 573 556    | 2,38   | 0             | новая партия |  |  |
|                             | Платформа Януша Корвин-Микке                 | 375 037    | 1,55   | 0             | новая партия |  |  |
|                             | Партия Центра                                | 246 143    | 1,02   | 0             | новая партия |  |  |
|                             | Патриотическое движение                      | 234 093    | 0,97   | 0             | новая партия |  |  |
|                             | Родной дом                                   | 181 337    | 0,75   | 0             | новая партия |  |  |
|                             | Польская национальная партия                 | 168 413    | 0,70   | 0             | новая партия |  |  |
|                             | Избирательный комитет немецкого меньшинства  | 88 875     | 0,37   | 2             | ▬            |  |  |
|                             | Всепольская гражданская коалиция             | 65 561     | 0,27   | 0             | новая партия |  |  |
|                             | Партийная инициатива Республики Польша       | 45 712     | 0,19   | 0             | новая партия |  |  |
|                             | «Социальные спасатели»                       | 18 439     | 0,08   | 0             | новая партия |  |  |
|                             | Польская рабочая партия — Август 80          | 11 765     | 0,05   | 0             | ▬            |  |  |
|                             | Польская конфедерация — Достоинство и работа | 10 528     | 0,04   | 0             | новая партия |  |  |
|                             | Независимые кандидаты                        | 2 792 572  | 11,57  | 5             | ▲ 3          |  |  |
| Всего                       | Всего                                        | 24 141 971 | 100,00 | 100           |              |  |  |
|                             |                                              |            |        |               |              |  |  |
| Действительных бюллетеней   | Действительных бюллетеней                    | 11 812 965 | 96,52  |               |              |  |  |
| Недействительных бюллетеней | Недействительных бюллетеней                  | 426 054    | 3,48   |               |              |  |  |
| Всего бюллетеней            | Всего бюллетеней                             | 12 239 019 | 100,00 |               |              |  |  |
| Явка избирателей            | Явка избирателей                             | 30 229 031 | 40,49  |               |              |  |  |

В выборах в Сенат приняло участие 108 избирательных комитетов или 623 кандидата, из которых 99 — женщины (15,89%) и 524 — мужчины (84,11%).

## Последствия
Противоречия между двумя победившими партиями PO и PiS после выборов, особенно по вопросам экономики и внешней политики сделали шансы на создание совместной коалиции практически невозможными. 31 октября 2005 года из членов Права и справедливости при поддержке «Самообороны» было сформировано правительство меньшинства во главе с Казимежем Марцинкевичем.
14 июля 2006 года правительство Марцинкевича подало в отставку. Было сформировано новое, на этот раз коалиционное правительство из «Права и справедливости», «Самообороны» и Лиги польских семей. Новым премьер-министром был избран председатель PiS Ярослав Качиньский, брат действующего на тот момент президента Польши Леха Качиньского.
Союз демократических левых сил и прочие левые партии на долгое время потеряли былую популярность. Поддержка левых на последующих выборах в Польше опустилась до 10%, а по результатам выборов 2015 года левые силы вообще не получили представительства в парламенте. Начиная с 2005 и до 2023 года левые не входили в состав польского правительства.
Парламентские выборы 2005 года стали переломными в польской политике: в последствии победу во всех выборах, как в парламентских, так и в президентских будут одерживать либо Право и справедливость, либо Гражданская платформа и поддержанные ими кандидаты.